# Paratessaropa brachyptera
Paratessaropa brachyptera là một loài bọ cánh cứng trong họ Cerambycidae.